# 小島くるみ
小島 くるみ（こじま くるみ、1984年12月26日 - ）は、日本のタレントである。
アメリカ合衆国・ニューヨーク州出身。かつての活動時はサンズエンタテインメントに、活動復帰後はヴィヴィアンに所属していた。

## 人物・来歴
- アメリカ合衆国・ニューヨーク州出身。
- 元サンズエンタテインメント所属。
- 慶應義塾ニューヨーク学院→慶應義塾大学卒業。
- 愛称は「くるみ」。
- 18年間、アメリカのニューヨークで暮らしていた帰国子女。英語も堪能。2歳半離れた姉が居る。
- 「女子サッカー大国」と呼ばれているアメリカで、サッカーの基礎と技術を磨く。
- 芸能人女子フットサルチーム「carezza」に在籍。背番号は「2」。2005年3月の「第1回フジテレビ739カップ」から出場している。
- 2005年7月に、carezzaの2代目チームキャプテンに就任したが、チームの不振から、2006年7月にチームキャプテンを辞任。ふるけいこに譲ったものの、その間もゲームキャプテンは引き続き務めていたが、ふるが2007年3月末をもって退団し、同年4月からキャプテンに復帰した。ただし、2008年8月に再度キャプテンを退任し、さなに交代している。
- スフィアリーグ第1回大会最優秀選手賞（MVP）。
- 2006年8月のお台場冒険王フットサル女王決定戦では、スフィアリーグ史上初の選手兼監督を務めた。
- 小林恵美と、お笑いコンビGLOBAL STANDARD（グローバルスタンダード）を2006年11月に結成し、『M-1グランプリ』に挑戦したが、2回戦で敗退。2回戦挑戦後に「来年（2007年）は（野田義治）社長と3人で出ようかな」と語った。2007年には赤坂さなえ（現・さな）と「tornade」としてM-1グランプリに出場したが、1回戦で敗退。
- Gatas Brilhantes H.P.の是永美記とは仲良し。自らのブログの「LiTtLe IsLaNd JoUrNaL～小島くるみのピッチ～」で、彼女と是永の2人が抱き合っている写真を載せたりしている。お互いライバル視しており、メール等で是永にフットサル等の相談をしたり、アドバイスを貰ったりしたことも有る。小島は是永を「コレちゃん」又は「美記ちゃん」と呼ぶ。
- 2008年8月に結婚[2]。2010年5月末に第一子となる男児、2012年に女児、2014年に女児を出産している。[3]。
- 2020年3月1日付けで芸能人女子フットサルのライバルチーム「chakuchaku J.bのキャプテンであり、芸能人女子フットサル選抜チームでは共に戦った三宅梢子が所属する事務所・ヴィヴィアンに所属となり、10年ぶりに芸能界に復帰。

## 出演

### バラエティ
- 海筋肉王 〜バイキング〜（2005年3月22日、2006年10月3日、 フジテレビ）
- 笑いの金メダル（テレビ朝日）
- Campus Link（TOKYO MX）
- ジャンクSPORTS（フジテレビ）
- TOKYO BOY（TOKYO MX）

### スポーツ
- スポルたん!LIVE（2007年2月 - 2009年12月、仙台放送）

### ラジオ
- サンズRainbow Kiss （Kiss-FM KOBE）
- ダーリンハニーのSATURDAY GLASS SHOW（FM-FUJI）
- 週刊野田義治
- プロモプリンセス
- フットサルラジオINVIO!（ラジオNIKKEI）
- くるみと静香のLOVE&SMILE（USEN）
- RADICAL LEAGUE（エフエム富士）

### CM
- NTT DoCoMo
- NTT DoCoMo 東北
- うまい鮨勘

### PCソフトウェア
- Viemo（ヴィーモ）デスクトップキャラクター(2008年10月06日）

## 写真集
- good luck charm（2007年4月、ワニブックス、撮影：西田幸樹）ISBN 978-4847040054